# Niels Vandeputte
Niels Vandeputte (Malle, 19 settembre 2000) è un ciclocrossista, ciclista su strada e mountain biker belga che corre per l'Alpecin-Deceuninck Development Team.

## Palmarès

### Cross
- 2016-2017 (Juniores)

Cyclocross Rucphen, Junior (Rucphen)
- 2017-2018 (Juniores)

Grote Prijs van Brabant, Junior ('s-Hertogenbosch)
Grote Prijs Adrie van der Poel, 7ª prova Coppa del mondo Junior (Hoogerheide)
Krawatencross, 8ª prova DVV Verzekeringen Trofee Junior (Lille)
Noordzeecross, 8ª prova Superprestige Junior (Middelkerke)
Internationale Sluitingsprijs, Junior (Oostmalle)
- 2018-2019

Scheldecross, 4ª prova DVV Verzekeringen Trofee Under-23 (Anversa)
Cyclocross Gullegem, Under-23 (Gullegem)
- 2019-2020

Flandriencross, 2ª prova DVV Verzekeringen Trofee Under-23 (Hamme)
Duinencross, 3ª prova Coppa del mondo Under-23 (Koksijde)
Urban Cross, 3ª prova DVV Verzekeringen Trofee Under-23 (Courtrai)
Krawatencross, 8ª prova DVV Verzekeringen Trofee Under-23 (Lille)
- 2021-2022

Jingle Cross, 6ª prova USCX Cyclocross Series (Iowa City)
Krawatencross, X2O Trofee (Lille)
- 2022-2023

GGEW Grand Prix Cross (Bensheim)
- 2023-2024

Internationale Cyclocross Heerderstrand
Krawatencross, X2O Trofee (Lille)
Internationale Sluitingsprijs - Oostmalle
- 2024-2025

Brumath Bike Festival by Lollier Ingénierie
Flandriencross - Hamme
UCI World Cup Hulst
Waaslandcross

### Strada
- 2022 (Alpecin-Deceuninck Development Team, una vittoria)

3ª tappa Tour de la Province de Liège (Vielsalm > Vielsalm)
- 2024 (Alpecin-Deceuninck Development Team, una vittoria)

3ª tappa Kreiz Breizh Elites (Guingamp > Rostrenen)

#### Altri successi
- 2024 (Alpecin-Deceuninck Development Team)

Puivelde Koerse

### Mountain bike
- 2018 (Juniores)

Campionati belgi, Cross country Junior
Kampioenschap Kluisbergen, Cross country Junior

## Piazzamenti

### Competizioni mondiali
- Campionati del mondo di ciclocross

Valkenburg 2018 - Junior: 23º
Bogense 2019 - Under-23: 10º
Dübendorf 2020 - Under-23: 7º
Ostenda 2021 - Under-23: 8º
Fayetteville 2022 - Under-23: 7º
Hoogerheide 2023 - Elite: 7º
Tábor 2024 - Elite: 13º
Liévin 2025 - Elite: 14º

### Competizioni continentali
- Campionati europei di ciclocross

Tábor 2017 - Junior: 15º
Rosmalen 2018 - Under-23: 22º
Silvelle 2019 - Under-23: 15º
Drenthe-Col du VAM 2021 - Under-23: 2º
Namur 2022 - Elite: 11º
Pontchâteau 2023 - Elite: 8º
Pontevedra 2024 - Elite: 4º